# Froelichiella
Froelichiella é um género botânico pertencente à família Amaranthaceae.

## Espécies
- Froelichiella grisea